# Neuvy-Deux-Clochers
Neuvy-Deux-Clochers ist eine französische Gemeinde mit 257 Einwohnern (Stand: 1. Januar 2022) im Département Cher in der Region Centre-Val de Loire. Sie gehört zum Arrondissement Bourges und zum Kanton Saint-Germain-du-Puy.

## Geografie
Etwa 31 Kilometer nordöstlich von Bourges gelegen befindet sich Neuvy-Deux-Clochers in der Champagne berrichonne (im Berry). 
Umgeben wird Neuvy-Deux-Clochers von den Nachbargemeinden Neuilly-en-Sancerre im Norden, Crézancy-en-Sancerre im Nordosten, Veaugues im Osten und Südosten, Montigny im Süden sowie Humbligny im Süden und Westen. 

## Bevölkerungsentwicklung
| Jahr                       | 1962 | 1968 | 1975 | 1982 | 1990 | 1999 | 2006 | 2019 |
| -------------------------- | ---- | ---- | ---- | ---- | ---- | ---- | ---- | ---- |
| Einwohner                  | 475  | 422  | 384  | 345  | 305  | 282  | 301  | 271  |
| Quellen: Cassini und INSEE |      |      |      |      |      |      |      |      |

## Sehenswürdigkeiten
- Kirche Saint-Jean-Baptiste
- Festung von Vèvre aus dem 12. Jahrhundert, Monument historique seit 1991

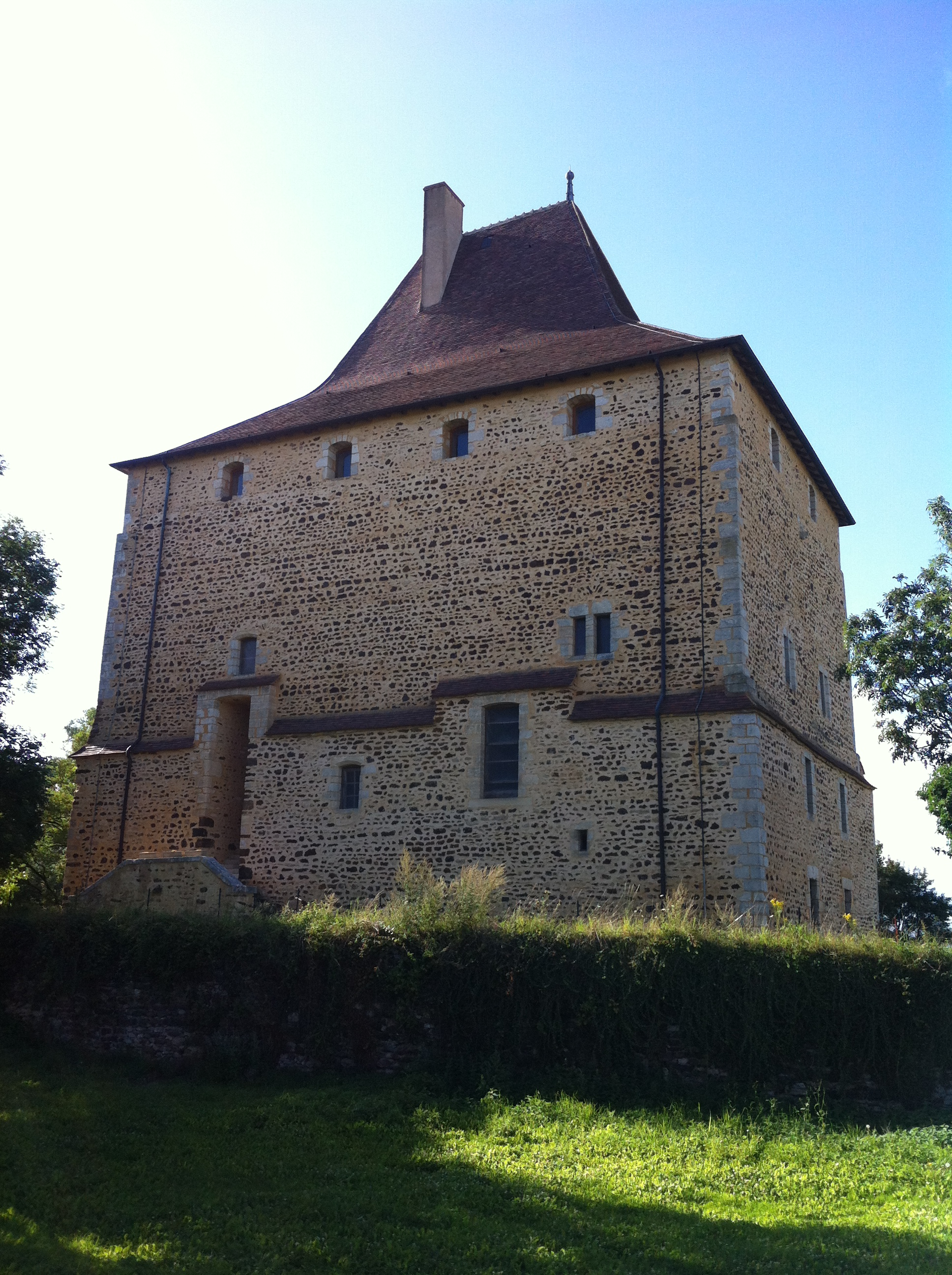
Turm der Festung von Vèvre